# Ferdinand-Mériadec de Rohan
Ferdinand Maximilien Mériadec de Rohan, né le 7 novembre 1738 à Paris et décédé dans la même ville le 31 octobre 1813, est un gentilhomme de haute noblesse et ecclésiastique français du XVIIIe siècle. Il fut l'aumônier de l'impératrice Joséphine de Beauharnais.

## Biographie

### Origines
Ferdinand-Maximilien-Mériadec de Rohan est le septième et dernier enfant d'Hercule-Mériadec de Rohan, duc de Montbazon puis prince de Guémené et de sa cousine, Louise Gabrielle Julie de Rohan (1704-1780). Il descend donc, aussi bien par son père que par sa mère, de la Maison de Rohan, l'une des familles de la haute noblesse les plus influentes de l'époque.

### Archiépiscopat
Il est prieur et docteur de la Sorbonne, grand prévôt de l'église de Strasbourg avant d'être nommé archevêque de Bordeaux le 26 décembre 1769. Confirmé à cet office le 12 mars 1770, il est ordonné évêque le 8 avril.
Il n'y séjourne que très peu de temps. En 1772, il fait construire le Palais Rohan (actuel Hôtel de ville de Bordeaux) et vend pour cela des terres à l'emplacement du quartier qui porte désormais le nom de Mériadeck. Mais les travaux durent jusqu'en 1784 et il quitte la ville avant que l'édifice ne soit achevé.
Le 28 janvier 1781, il est nommé prince-archevêque de Cambrai et est confirmé le 2 avril de la même année.
Il fut abbé commendataire de l'abbaye de Mouzon (1759-1781) et dernier abbé de l'abbaye du Mont Saint-Quentin à partir de 1775.
Ayant refusé de prêter serment à la constitution civile du clergé, il quitte Cambrai pour l'abbaye de Saint-Ghislain de Mons et démissionna en 1802. Le 2 juillet 1808, il est créé comte de l'Empire. Il meurt à Paris le 31 octobre 1813.

## Titre
- Comte de l'Empire (lettres patentes signées à Bayonne le 2 juillet 1808)[2].

## Armoiries
Parti au premier de gueules à neuf macles d'or posées 3, 3 et 3 ; au second d'argent aux mouchetures d'hermines de sable ; au quartier des comtes-archevêques.
- Livrées : blanc, rouge, noir, jaune[2].

## Famille et descendance
Homme d’Église, il aura pourtant des enfants illégitimes avec Charlotte Stuart, elle-même fille de Charles Édouard Stuart, petit-fils de Jacques II d'Angleterre, et de sa maîtresse Clementina Walkinshaw :
- Aglaé Clémentine de Rohan (1781-1825),
- Marie Béatrice de Rohan (1783-1823),
- Charles Édouard de Rohan  (1784-28 octobre 1854 : surnommé « Chevalier de Roehanstart » - abréviation de Rohan-Stuart, il est tué dans un accident de voiture à cheval à Perthshire, en Écosse.